# Yếu tố ngoài cốt truyện
Yếu tố ngoài cốt truyện là chi tiết, bộ phận thuộc nội dung các tác phẩm văn học thuộc loại hình tự sự, nằm ngoài hệ thống sự kiện tạo thành cốt truyện.
Những yếu tố ngoài cốt truyện thường gặp trong những tác phẩm văn học là: những đoạn kể lại chi tiết lịch sử, địa lí,.. có vị trí tương đối độc lập, ít liên hệ trực tiếp với hệ thống tính cách của cốt truyện (trận đại chiến Oa-téc-lô trong tiểu thuyết Những người khốn khổ của Victor Hugo chẳng hạn); những bức tranh thiên nhiên giàu giá trị tạo hình, giữ vị trí tương đối độc lập và có sức mạnh hỗ trợ cho cốt truyện (chẳng hạn, cảnh rừng xà nu mở đầu truyện ngắn Rừng xà nu của Nguyễn Trung Thành); những mẩu chuyện bổ sung cho cốt truyện chính của tác phẩm (chẳng hạn hai mẩu chuyện về tên triệu phú và tên quý tộc trong truyện Cây phúc bồn tử của Sê-khốp),…
Ở những tác phẩm văn học có giá trị, những yếu tố ngoài cốt truyện đã góp phần đáng kể vào việc soi sáng thêm chủ đề và tư tưởng của tác phẩm, bộc lộ những quan điểm, thái độ của tác giả, giúp người đọc tiếp cận sâu sắc hơn hệ thống tính cách, tăng cường sức hấp dẫn của cốt truyện.